# DHL International Aviation ME
SNAS/DHL, incorporada como DHL International Aviation ME, es una aerolínea de carga que tiene base en Baréin. Es propiedad de Deutsche Post World Net y opera bajo la marca del grupo DHL en Oriente Medio, incluyendo Afganistán e Irak. Su base principal es el Aeropuerto Internacional de Baréin.

## Historia
La aerolínea fue fundada y comenzó a operar en 1979.

## Flota

### Flota Actual
La flota de DHL International consiste de las siguientes aeronaves, con una edad media de 30.8 años (agosto de 2021):
| Boeing 767-200BDSF | 6 | — |  |  |  |  |
| Boeing 767-300BDSF | 3 | — |  |  |  |  |
| Total              | 9 | — |  |  |  |  |

### Flota Histórica
La aerolínea también ha operado estos modelos de aeronaves: